# أنطونيو دلفينو دي سوزا
أنطونيو دلفينو دي سوزا هو منافس ألعاب قوى برازيلي، ولد في 11 أغسطس 1971 في Redenção do Gurguéia ‏ في البرازيل.